# Lepricornis radiosa
Lepricornis radiosa är en fjärilsart som beskrevs av Jose Francisco Zikán 1952. Lepricornis radiosa ingår i släktet Lepricornis och familjen Riodinidae. Inga underarter finns listade i Catalogue of Life.